# Санта-Мария-делла-Презентационе (титулярная церковь)
Титулярная церковь Санта-Мария-делла-Презентационе (лат. Titulus Sanctae Mariae de Praesentatione) — титулярная церковь была создана Папой Бенедиктом XVI 20 ноября 2007 года буллой «Purpuratis Patribus». Титул принадлежит приходской церкви Санта-Мария-делла-Презентационе, расположенной в квартале Рима Примавалле, в 19-м муниципалитете Рима, на виа Торревеккья.

## Список кардиналов-священников титулярной церкви Санта-Мария-делла-Презентационе
- Франсиско Роблес Ортега — (24 ноября 2007 — по настоящее время).